# رابین‌ویل
رابین‌ویل (به انگلیسی: Robinvale) یک شهرک در استرالیا است که در ویکتوریا (استرالیا) واقع شده‌است.